# Wierzbie (województwo łódzkie)
Wierzbie – wieś w Polsce położona w województwie łódzkim, w powiecie kutnowskim, w gminie Kutno.
Wieś szlachecka położona była w drugiej połowie XVI wieku w powiecie gostynińskim ziemi gostynińskiej województwa rawskiego. W latach 1975–1998 miejscowość należała administracyjnie do województwa płockiego.
Na Wierzbiu znajduje się Katolicka Szkoła SPSK oraz remiza OSP.

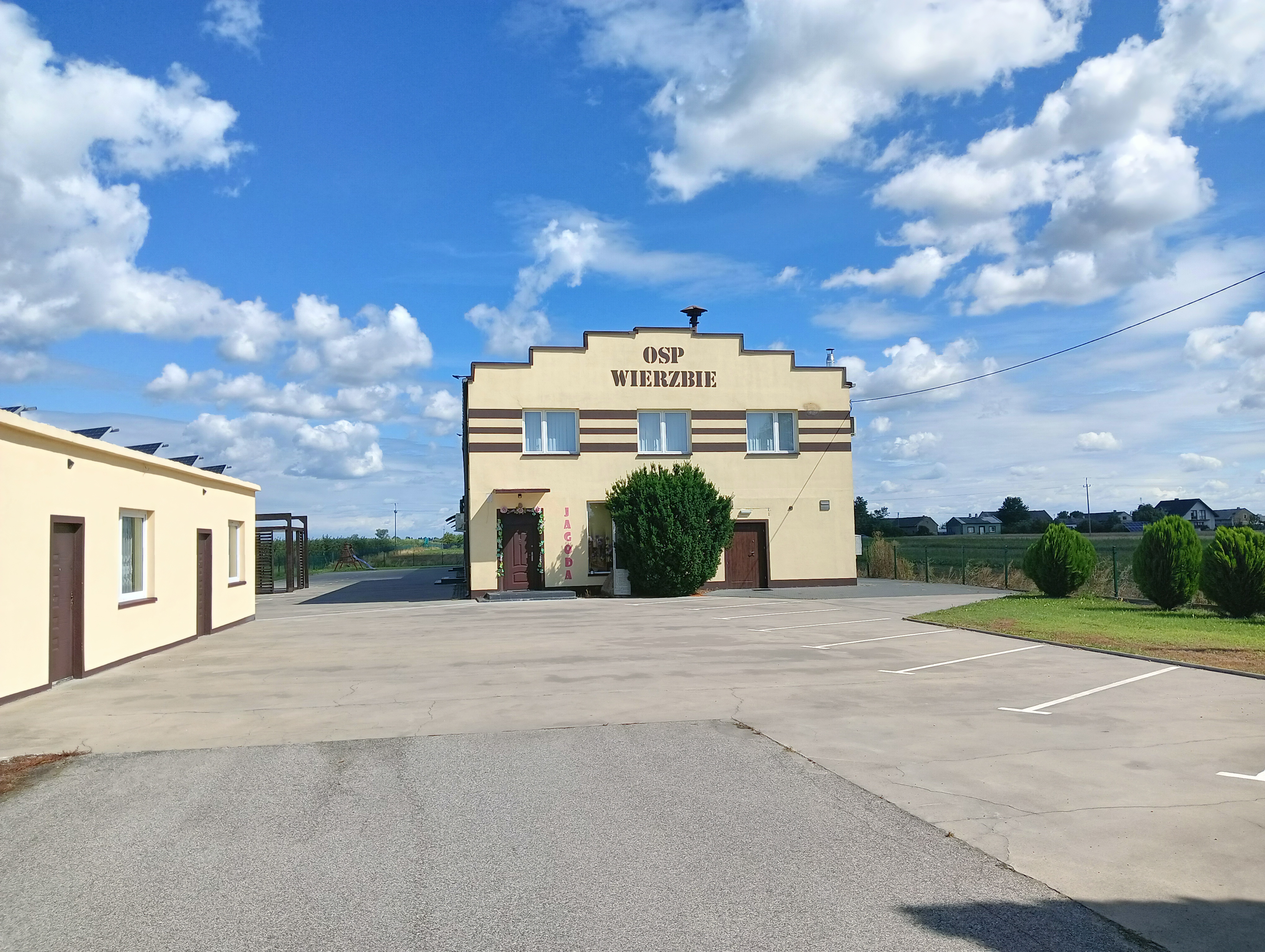
Remiza OSP.
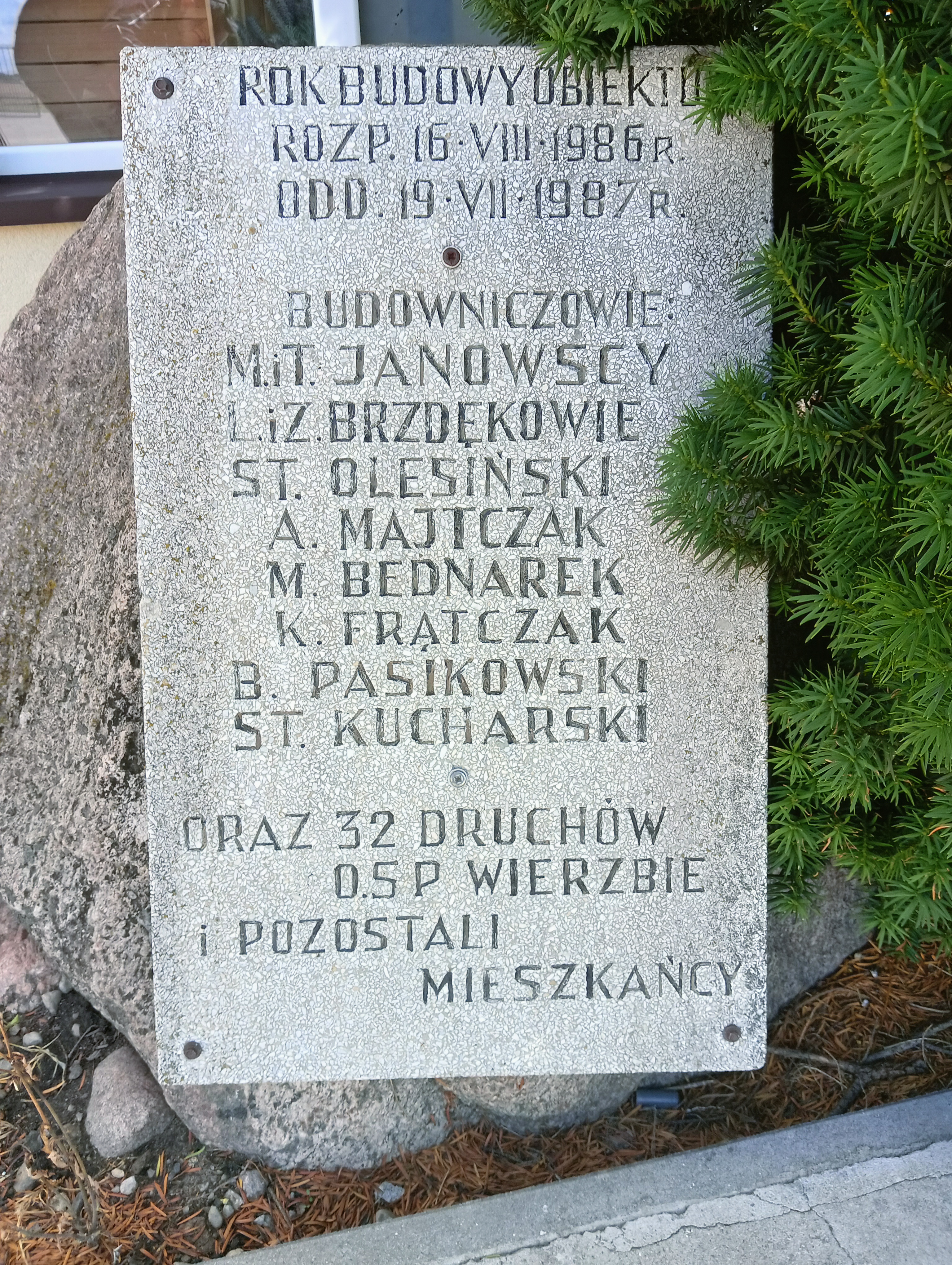
Kamień pamiątkowy OSP Wierzbie.
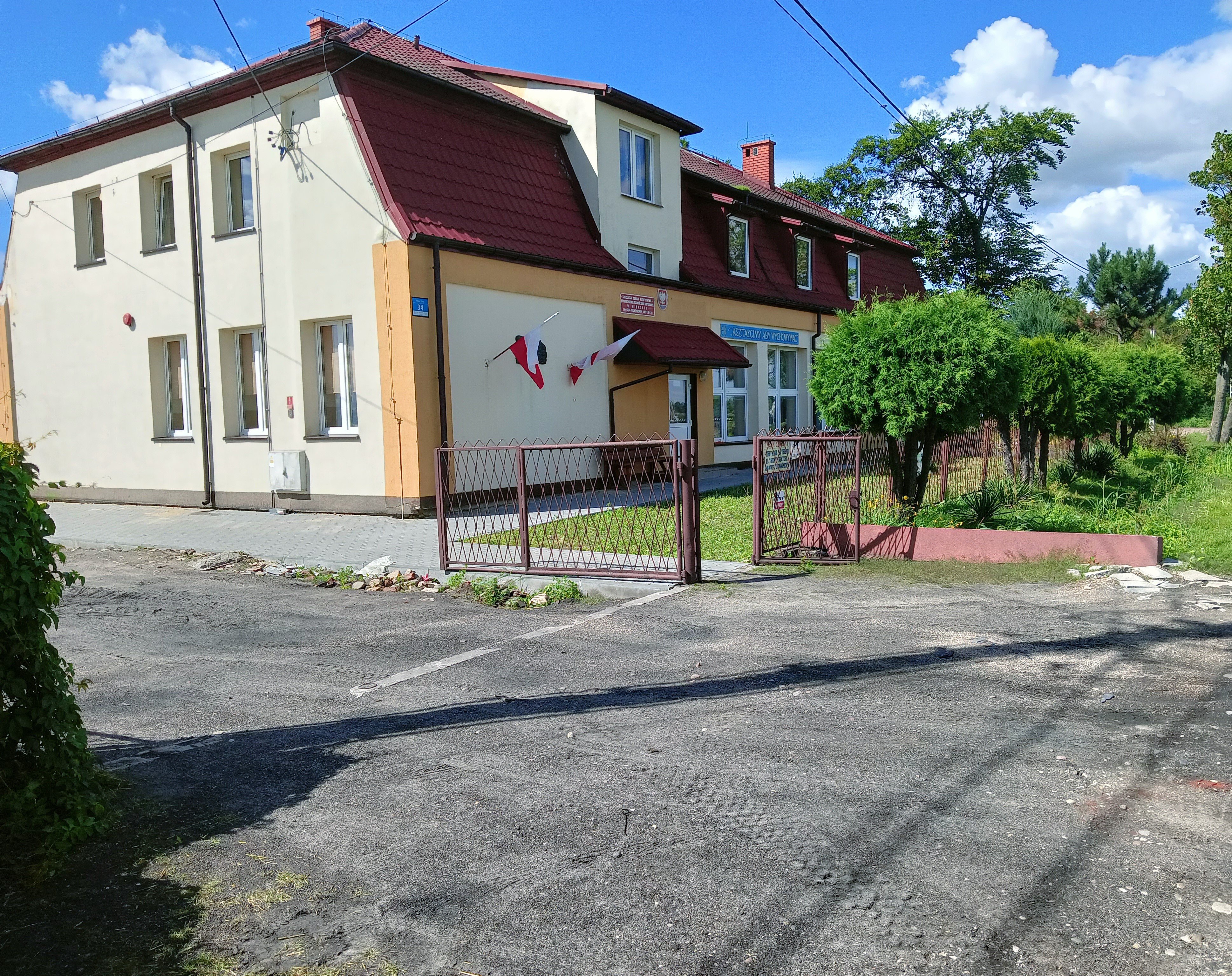
Katolicka Szkoła SPSK.